# Said Moosa
Said Moosa (* 4. April oder 11. April 1988) ist ein ehemaliger katarischer Radrennfahrer.
Said Moosa wurde 2006 katarischer Meister im Straßenrennen der Eliteklasse. Bei den Asienspielen 2006 in Doha startete er auf der Bahn in der Einerverfolgung und belegte Rang 17. Außerdem wurde er in einem Vorlauf beim Punktefahren Zwölfter und schaffte damit nicht den Sprung ins Finale. Ab 2007 fuhr Moosa für das katarische Doha Team. 2009 beendete er seine Radsportlaufbahn.

## Erfolge
2006
- Katarischer Meister – Straßenrennen

## Teams
- 2007 Doha Team
- 2008 Doha Team
- 2009 Doha Team